# Zandrion Barnes
Zandrion Barnes (* 17. August 2001) ist ein jamaikanischer Sprinter, der sich auf den 400-Meter-Lauf spezialisiert hat.

## Sportliche Laufbahn
Erste internationale Erfahrungen sammelte Zandrion Barnes im Jahr 2023, als er in 45,05 s beim USATF NYC Grand Prix über 400 Meter siegte. Im August erreichte er dann bei den Weltmeisterschaften in Budapest das Halbfinale und schied dort mit 45,38 s aus. Zudem belegte er mit der jamaikanischen 4-mal-400-Meter-Staffel in 2:59,34 min den vierten Platz. Im Jahr darauf wurde er bei den World Athletics Relays in Nassau in 3:14,49 min Zweiter in der Mixed-Staffel und kam auch in der Männerstaffel zum Einsatz. Im August startete er mit der Mixed-Staffel bei den Olympischen Sommerspielen in Paris und belegte dort in 3:11,67 min den fünften Platz.

## Persönliche Bestleistungen
- 200 Meter: 21,05 s (+1,2 m/s), 26. März 2022 in Kingston
- 400 Meter: 44,90 s, 3. Juni 2023 in Kingston